# Iridiaka
Iridiaka est une commune rurale située dans le département de Gbomblora de la province du Poni dans la région Sud-Ouest au Burkina Faso.

## Géographie
Iridiaka se trouve à 3 km à l'ouest du chef-lieu Gbomblora. La commune est traversée par la route nationale 11, menant à la Côte d'Ivoire.

## Santé et éducation
Le centre de soins le plus proche d'Iridiaka est le centre de santé et de promotion sociale (CSPS) de Gbomblora tandis que le centre hospitalier régional (CHR) de la province se trouve à Gaoua.